# Francisco de Vasconcelos
Francisco de Vasconcelos, S.J. (Lisboa, abril de 1673 - Goa, 30 de março de 1743) foi um bispo português. Em 1722, foi nomeado bispo de Cochim, mas somente em 1742 saiu de Portugal rumo à Índia Portuguesa. Neste mesmo ano, foi nomeado governador apostólico da Arquidiocese de Goa e prelado responsável pelo 11.º Conselho de Governo, formado além dele por Luís Caetano de Almeida e Lourenço de Noronha. Como poeta, foi participante da Fênix Renascida.